# مرقطان (سيدي علال التازي)
مرقطان هي إحدى مشيخات المملكة المغربية، تتبع جغرافيا لإقليم القنيطرة وإداريًا لسيدي علال التازي. يقدر عدد سكانها بـ 10508 نسمة حسب الإحصاء الرسمي للسكان والسكنى لسنة 2004.